# 荒谷裕秀
荒谷 裕秀（あらや ひろひで、1998年〈平成10年〉12月5日 - ）は、日本のプロバスケットボール選手。
B.LEAGUE 仙台89ERS所属。
ポジションはスモールフォワード。背番号11。宮城県出身。

## 経歴（学生時代）
2014年4月、東北高校に入学。1学年上に、後に白鷗大学でもチームメイトとなる前田怜緒がいた。2015年12月、JX-ENEOSウインターカップ2015にてベスト16進出。
2017年4月、白鷗大学に進学。
4年次には第72回全日本大学バスケットボール選手権大会3位となり優秀選手賞を受賞。
2020年12月、宇都宮ブレックスと特別指定選手契約。

## 経歴（プロキャリア）
2021年1月3日の名古屋ダイヤモンドドルフィンズ戦にて初出場、初得点を記録。
2021年6月、2021-2022シーズンにおいてプロ契約を結び正式入団。
2021年12月25日の島根スサノオマジック戦でプロ入り後初の先発出場。
シーズン後半からローテーションに定着し、B.LEAGUE CHAMPIONSHIP 2021-22出場に貢献。クォーターファイナルの千葉ジェッツ戦GAME1では3ptシュート4本を含む、14得点を記録しキャリアハイを更新,チームを B.LEAGUE FINAL 2021-22出場へ導き、優勝に貢献した。
2023年6月16日、長崎ヴェルカへの移籍が発表された。
11月12日、地元宮城県で行われた仙台89ers戦にて20得点6アシストを記録し、それぞれキャリアハイを更新した。
2024-25シーズン途中の2024年11月15日、出場機会減退にともない長崎ヴェルカを双方合意の上契約解除、仙台89ersへの加入が発表された。

## 人物
・左利きであり、白鴎大学在籍時には「悪魔の左手」というキャッチコピーを持っていた。
・ペンや箸など、日常生活においても左利きである。
・自他ともに認めるラーメン好きで、自身のInstagramアカウントの他に、ラーメン用のアカウントも持っている。
・2024年9月9日自身のInstagram上で、女子バスケットボール元日本代表の中田珠未と結婚したことを発表した。

## 個人成績

### レギュラーシーズン
| シーズン   | チーム | GP | GS | MPG   | FG%  | 3P%  | FT%  | RPG | APG | SPG | BPG | TO  | PPG |
| ---------- | ------ | -- | -- | ----- | ---- | ---- | ---- | --- | --- | --- | --- | --- | --- |
| B1 2020-21 | 宇都宮 | 8  | 0  | 03:13 | .333 | .333 | .500 | 0.3 | 0.4 | 0   | 0.1 | 0.5 | 1.4 |
| B1 2021-22 | 宇都宮 | 50 | 2  | 09:49 | .420 | .367 | .583 | 1.0 | 0.8 | 0.5 | 0   | 0.6 | 3.2 |
| B1 2022-23 | 宇都宮 | 45 | 0  | 11:17 | .325 | .230 | .714 | 1.3 | 1.3 | 0.3 | 0.1 | 1.0 | 3.1 |
| B1 2023-24 | 長崎   | 48 | 12 | 19:56 | .445 | .365 | .739 | 2.2 | 2.6 | 0.8 | 0.1 | 2   | 6.2 |
| B1 2024-25 | 長崎   | 2  | 0  | 05:01 | 1.00 | .000 | -    | 1.0 | 0.5 | 1.0 | 0.0 | 0.0 | 0.0 |

### ポストシーズン
| シーズン      | チーム | GP | GS | MPG   | FG%  | 3P%  | FT%   | RPG | APG | SPG | BPG | TO  | PPG |
| ------------- | ------ | -- | -- | ----- | ---- | ---- | ----- | --- | --- | --- | --- | --- | --- |
| B1 2021-22 CS | 宇都宮 | 6  | 0  | 09:26 | .375 | .500 | 1.000 | 0.5 | 0.2 | 0.3 | 0.0 | 0.3 | 3.3 |